# Tommy Portugal
José Antonio Portugal Merino (San Juan de Lurigancho, Lima, 23 de noviembre de 1981), conocido artísticamente como Tommy Portugal, es un cantante de cumbia y productor musical peruano. 
Alcanzó la popularidad a finales de los años 1990, siendo integrante de la boy band peruana Tornado. También formó parte de varios conjuntos musicales como Internacional Bahía, Grupo 5, Grupo Néctar, Caribeños de Guadalupe y Los Tigres de la Cumbia. 
En 2009, firmó con la discográfica Sony Music Latin tras lanzarse como solista con su propia agrupación musical, Grupo La Pasión.

## Biografía

### Primeros años
José Antonio Portugal Merino nació el 23 de noviembre de 1981 en San Juan de Lurigancho, distrito de la provincia de Lima.

### Carrera musical
Portugal comenzó su carrera artística en 1997 con el grupo Internacional Bahía.
En 1999, se unió a la boy band peruana Tornado, donde llegaría a alcanzar la fama y consolidarse en la música por varios años.
En el 2000, formó parte del grupo musical Zona Franca sin éxito. Tras separarse de la agrupación, Tommy viajó a los Estados Unidos para trabajar como mozo en un restaurante, sin embargo, regresó al Perú mientras que su pasaporte estaba punto de vencerse. 
Ya para el 2002, conoció al también cantante Johnny Orosco para luego unirse a la orquesta de cumbia peruana Grupo Néctar, inicialmente para trabajar como corista. Además, junto a él lanzó su primera canción que no se pudo estrenar. 
Mientras estaba cantando con el Grupo Néctar en un concierto por el norte del Perú, los hermanos Aspericueta, fundadores del grupo musical Caribeños de Guadalupe, le propusieron formar parte de sus filas, y Portugal aceptó. 
En el 2006 ingresó como el nuevo integrante de Caribeños de Guadalupe, desempeñándose como el vocalista y compartió escenario con otros cantantes como Darwin Torres, Kike Farro y Esaúd Suárez. 
Como integrante de la agrupación mencionada fue intérprete de la nueva versión de Amor de arena, así como Mil amores, Me extrañarás, Ya no la busques, entre otros de su repertorio musical. 
Tras dejar Caribeños de Guadalupe, en 2008 ingresó como el nuevo integrante del Grupo 5 de la familia Yaipén, manteniéndose por medio año. 
Tiempo después, volvió a Caribeños de Guadalupe para lanzar el cover del tema Completamente enamorados de Chayanne. 
En 2009, comenzó a incursionarse como solista, previo a ello, lanzó su propia orquesta: Grupo La Pasión, cuyo es dueño y vocalista y lanzó su tema debut Me enamoré de un imposible. 
En ese mismo año, colaboró con el músico y compositor Juan Carlos Fernández en el tema musical Al fondo hay sitio para la serie homónima que transmitió en la televisora América Televisión, siendo intérprete del proyecto. Posteriormente, volvió a trabajar con él para los temas Una noche y Me gusta; además de firmar contrato con la discográfica Sony Music Latin. 
En 2011, se incursionó en el género urbano sin dejar de lado a la cumbia peruana. Sin embargo, no fue del agrado de los oyentes. Debido a ello, Portugal regresó por un tiempo a Caribeños de Guadalupe. 
En 2015, lanzó su propio álbum Homenaje a la cumbia, donde recopila otras canciones de la cumbia peruana. En ese año, comenzó a trabajar como productor musical, empezando a formar el grupo Los Tigres del Sabor, que tiempo después se cambió de nombre a Los Tigres de la Cumbia, junto a algunos exintegrantes de Caribeños de Guadalupe, sin embargo, el proyecto terminó con la separación de sus integrantes a finales de 2018. Además, tuvo una participación especial con el grupo Puro Sentimiento. 
En 2019, retomó el rol de vocalista del Grupo La Pasión y colaboró con su expareja Estrella Torres en el dúo musical Estrella & Tommy en el 2016. Además compartió escenarios con el cantante Rocky Cahuaza esporádicamente.

### Otras participaciones
En 2012, Tommy fue partícipe de la Campaña del Agua, que se realizó un concierto en la playa Agua Dulce de Chorrillos. 
Además, ha participado en diversos programas de canto en la televisión de su país, siendo una celebridad.

## Vida personal
En 2012, fue diagnosticado con pólipos en la garganta de lo cual tuvo que ser operado con urgencia, dejando de cantar por un tiempo.
Además, es padre de dos hijas. Una de ellas, Mafer Portugal, es también cantante, quien se desempeña en el género salsa.

## Discografía

### Álbumes
- 2009: Al fondo hay sitio[11]
- 2009: La Terecumbia
- 2009: Vanessa
- 2015: Homenaje a la cumbia
- 2019: Homenaje a la cumbia 2
- 2019: Tú no cambiarás
- 2020: El baile de rakatá

### Sencillos con Caribeños de Guadalupe
- Amor de arena
- Mil amores
- Me extrañarás
- Ya no la busques
- Completamente enamorados
- Yo sin tu amor

### Otros sencillos
- Al fondo hay sitio (2009), tema oficial de la serie homónima.
- Una noche (2009)
- Lléname mi amor (2009), cover del tema homónimo, interpretado originalmente por el grupo musical Los Fernández.
- Quiero enamorarte (1999)
- Vanessa (2009)
- Me gusta (2009)
- Mix Costeño (2018)
- Hechicera (2012)
- Tú no cambiarás (1999 y 2019)[12]
- La Terecumbia (2009)
- Ahora (2019)
- Me enamoré de un imposible (2009)
- Amor incomparable (2011)
- Tú y yo (2010), junto a Maricarmen Marín.
- Qué bailes conmigo (2011)
- Junta de vecinos (2021), tema oficial de la serie homónima, junto a Diego Dibós y Jorge "Chino" Sabogal.
- El baile del rakatá (2020), junto a Noche de patas.

## Premios y nominaciones
| Año  | Premios        | Categoría     | Trabajo            | Resultado | Ref.   |
| ---- | -------------- | ------------- | ------------------ | --------- | ------ |
| 2009 | Premios Apdayc | Disco del año | Al fondo hay sitio | Ganador   | [ 13 ] |